# Lingewaard
Lingewaard è una municipalità dei Paesi Bassi di 45.453 abitanti situata nella provincia della Gheldria.